# Criptomnésia
Criptomnésia  (do grego krypton + mnesis + ia), literalmente, memória oculta, é a memória inconsciente ou a memória ancestral, ou ainda memória subliminar.
É um aspecto ou divisão da Pantomnésia, consistindo basicamente em memória inconsciente e processos psicológicos inconscientes.
O termo, criado em 1900 por Théodore Flournoy, é usado quando se quer mostrar que todo fenômeno parapsicológico, como surge do inconsciente, normalmente não é reconhecido como próprio pelo consciente. E daí freqüentemente a necessidade psicológica de atribuí-lo, erradamente, às mais curiosas prosopopéias.
Compreende a parte inconsciente de todos os sentimentos engradados pela memória e programados pela imaginação, o conhecido por Hiperestesia Indireta do Pensamento e por precognição, a Intuição ou Talento do Inconsciente e, eventualmente, o Inconsciente Coletivo etc. (QUEVEDO)
De acordo com Dorsch, Häcker e Stapf, a criptomnésia refere-se a recordações subliminares, isto é, abaixo do limiar da consciência que se devem apresentar veladamente, sobretudo em fenômenos parapsíquicos, como por exemplo em visões mediúnicas.
O psicólogo cognitivo Ronal T. Kellogg define criptomnésia como “a crença de que um pensamento é novo quando na verdade é uma memória”. 